# Tumba pappersbruk

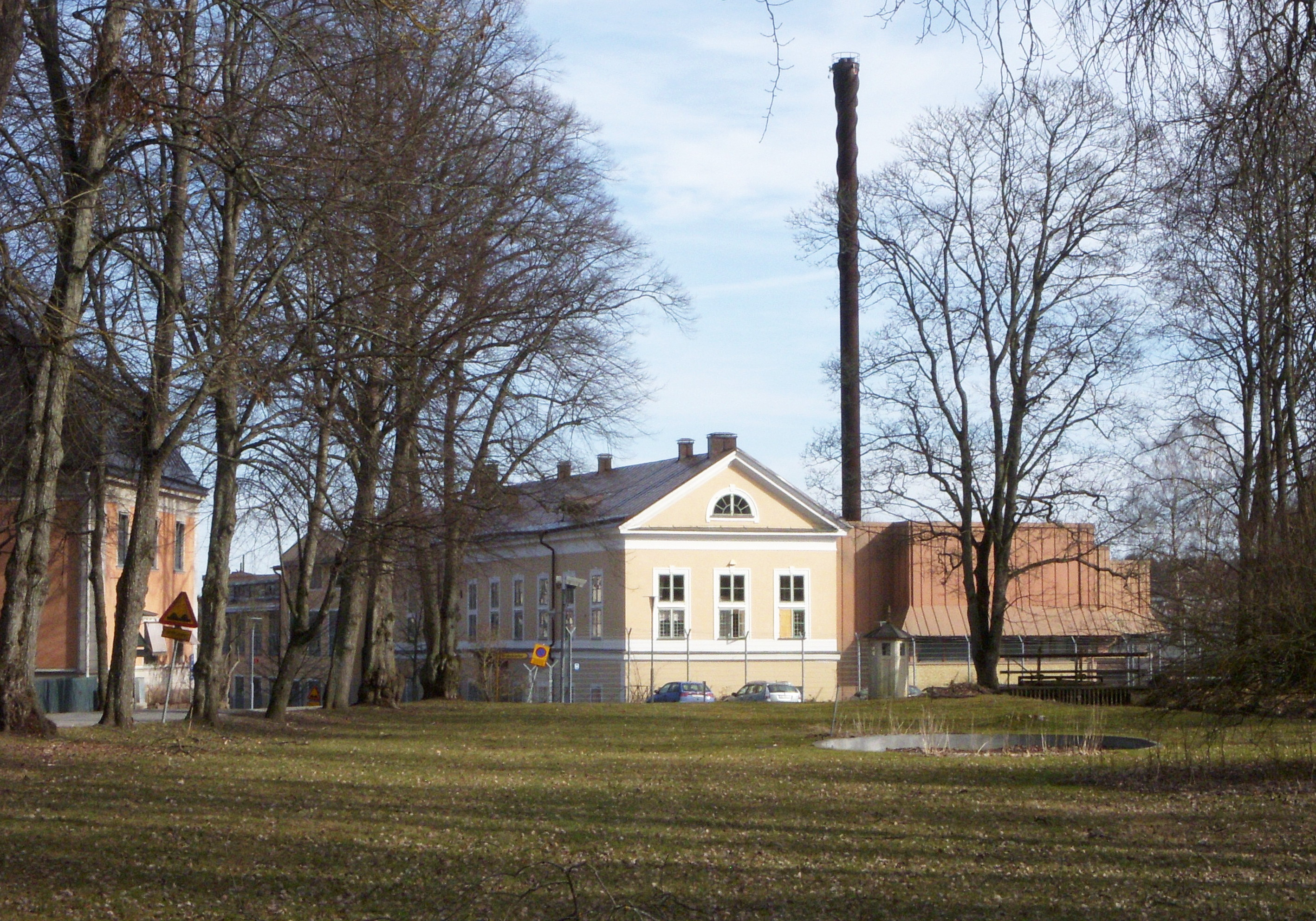
Tumba pappersbruk "Crane AB", mars 2012.

Tumba pappersbruk är en pappersindustri belägen i Tumba i Botkyrka kommun, i Stockholms län. Anläggningen är sedan 1755 producent av papper för sedlar och andra värdehandlingar och är därmed världens äldsta i sitt slag. Sveriges riksbank var under många år ägare till Tumba bruk. År 2001 ändrades ägarförhållandet då amerikanska Crane AB tog över driften. År 2002 övertog Tervakoski Oy(fi) finpappersverksamheten.
Sedan 2001 är Tumba bruk (byggnader och parken) också ett statligt byggnadsminne.

## Bakgrund
Redan 1661 tillverkades sedlar i Sverige när Stockholm Banco utfärdade kreditivsedlar till …den som uthi Stockholms Banco redha penninger werckeligen inneståendes hafver. Kreditivsedlarna blev dock värdelösa när Stockholms Banco gick i konkurs 1668 och ett förbud mot sedlar infördes. 1701 genomfördes ett nytt försök när Riksens Ständers Bank (sedermera Sveriges riksbank) började ge ut så kallade transportsedlar. Det var en personlig handling som fungerade ungefär som modernare tiders checkar. Men transportsedlarna var för lätta att förfalska. En av anledningarna var att sedelpappret importerades till Sverige och att pappret kom i orätta händer på vägen. Enda lösningen blev att tillverka sedelpapper inom landet. Den 23 juni 1755 beviljade Kungl. Maj:t Adolf Fredrik att ett pappersbruk för tillverkning av sedelpapper skulle anläggas på Tumba gårds ägor, som riksbanksfullmäktige Erik Carlesson sålt till Riksens Ständers Bank.

## Tumba pappersbruk börjar sin verksamhet
| "Generalplan Tumba Pappers Bruk 1804" (vänster). Tumba pappersbruk 1873 (höger) |  | "Generalplan Tumba Pappers Bruk 1804" (vänster). Tumba pappersbruk 1873 (höger) |
| "Generalplan Tumba Pappers Bruk 1804" (vänster). Tumba pappersbruk 1873 (höger) |  |                                                                                 |

Platsen för bruket hade valts med omsorg. Här fanns tillgång till vattenkraft i form av Tumbaån med flöde från intilliggande Kvarnsjön och knappt fem meters fallhöjd. Området var avsides beläget, vilket var önskvärt, men samtidigt inte alltför långt bort från Stockholm. Kunskap att tillverka sedelpapper fanns vid tiden inte i Sverige, och därför hämtades expertis i Holland i form av Erasmus Mulder, som smugglades via Tyskland in till Sverige. Anledning till detta hemlighetsmakeri var att holländarna inte ville sprida kunskap och arbetskraft inom detta specialområde.
Mulder hade arbetat på "Jacob Cornelisz Honigs pappersbruk" i Zaandijk (i närheten av Amsterdam) sedan han var nio år. Vid 43 års ålder var han limmästare och det visade sig att han behärskade papperstillverkningens alla led. I juni 1758 gick han igenom anläggningen i Tumba som byggdes om efter hans anvisningar. På våren 1759 kom också Erasmus Mulders bror Casper med fru och tre söner till Tumba bruk. I februari 1759 producerades det första "säkra" svenska sedelpappret. På transportsedlarna (som dock inte trycktes på Tumba bruk) fanns en finstilt varning: Den som denne sedel efterapar skal warda hängd…
Resultatet blev gott, även om myndigheterna tvingades konstatera att man inte heller på detta sätt hittat ett effektivt botemedel mot sedelförfalskningar. Den största svårigheten var att anskaffa tillräckligt med lump. Bland de åtgärder som vidtogs för att avhjälpa bristen kan nämnas bankoutskottets förslag på 1812 års riksdag i Örebro, "att klockarna i församlingarna borde vid lämpliga tillfällen, t. ex. efter slutet av gudstjänsten, uppsamla vad sockenborna leverera kunde av lump för att sedermera sända detta till brukets magasin i Stockholm". Så småningom blev emellertid även denna svårighet övervunnen, och bruket kunde utvidga sin verksamhet till att tillgodose även privata behov av så kallat dokumentpapper.
1875 blev Johan Theodor Fiebelkorn föreståndare.
Den första pappersmaskinen installerades på Tumba bruk 1938. Fram till dess var Sverige ett av de sista länderna i världen som handformade sedelpapper. I och med automatiseringen minskade även tillverkningen av handgjort sedelpapper, för att så småningom upphöra helt.

## Bruket i dag

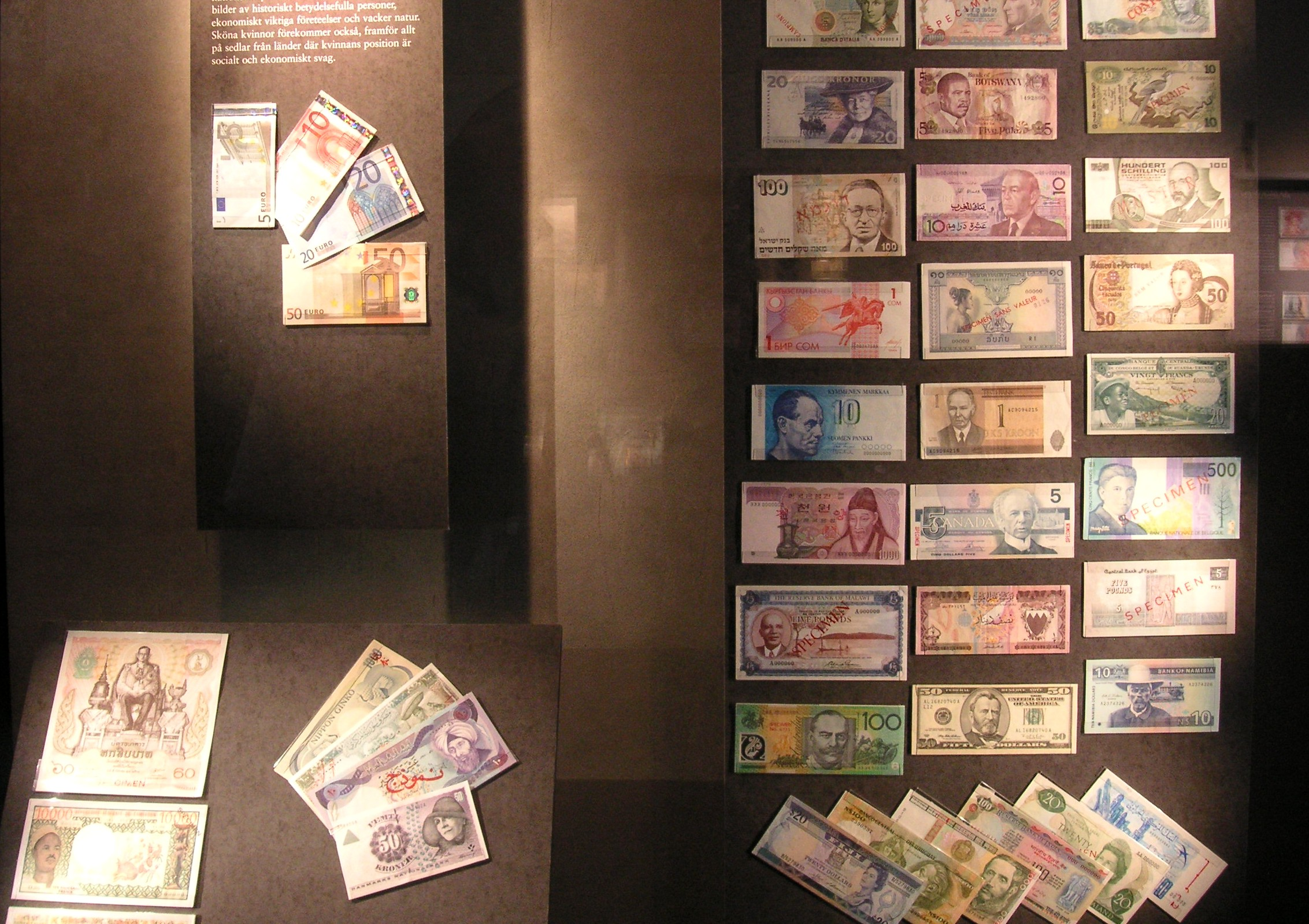
Tumba bruksmuseum, 2012.

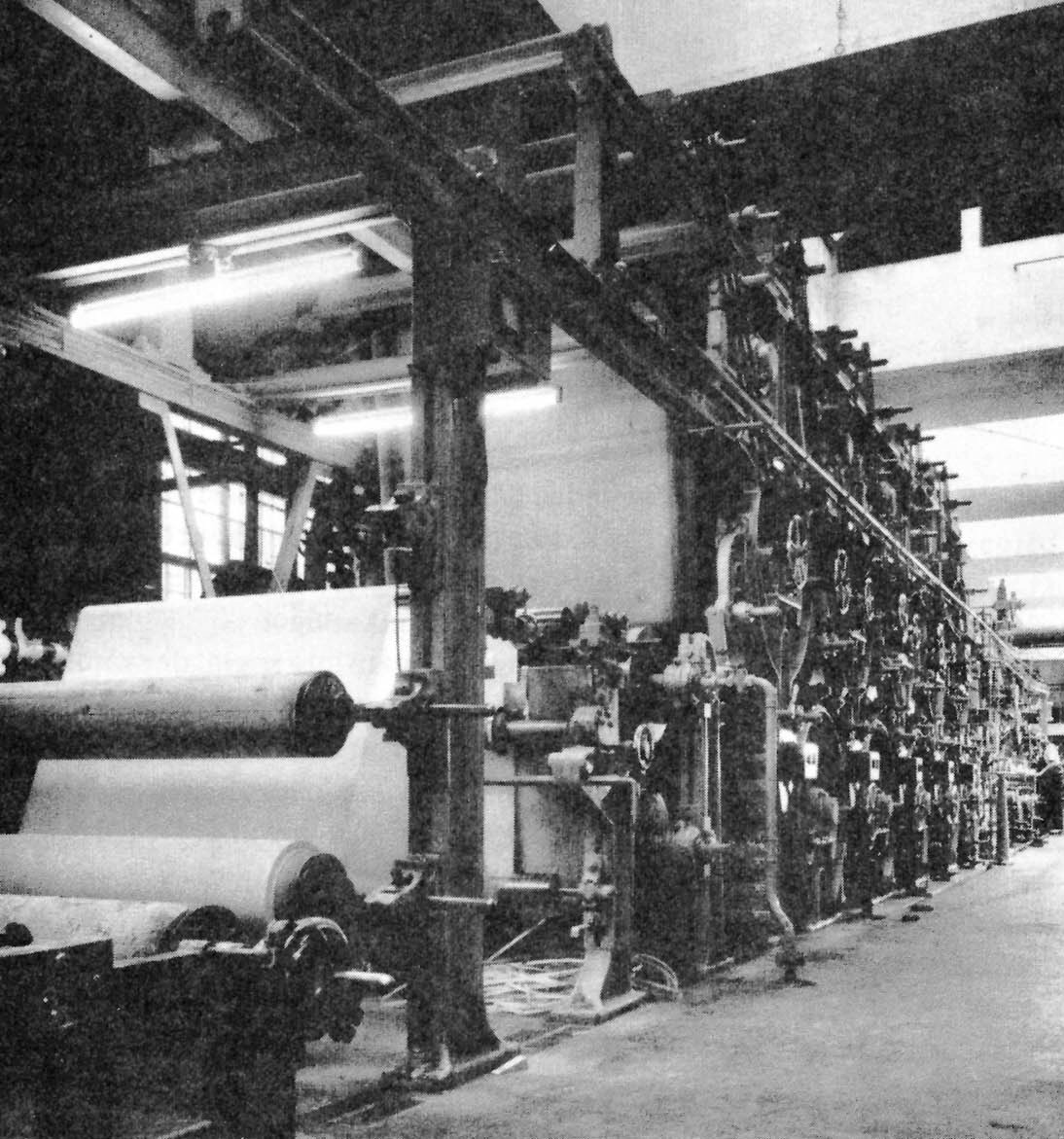
Brukets första pappersmaskin, 1940-tal.

År 1968 öppnade Tumba bruksmuseum i Kölnan där man också visar hur handpapperstillverkning går till. Museet utökades år 2005 att omfatta Oxhuset och Röda magasinet. År 1970 flyttades Riksbankens sedeltryckeri till området som utförde nationella och internationella uppdrag samt producerade skriv- och ritpapper. Sveriges Riksbank sålde 2001 produktionen (papperstillverkning och tryckeri) till Crane AB som även trycker de svenska sedlarna. Själva produktionsbyggnaden är skyddsobjekt och omgärdas av ett högt staket. 
Övriga byggnader i bruksområdet donerades 2002 till Statens fastighetsverk, som därmed tog över förvaltningen från Riksbanken. År 2005, till brukets 250-årsjubileum, utgav Riksbanken en 100 kronors minnessedel. Framsidans huvudmotiv är Moder Svea efter förebild från sedlar från slutet av 1800-talet. Texten "2005 TUMBA BRUK 250 ÅR" återfinns under vinjetten. Baksidans huvudmotiv är en planritning över Tumba pappersbruk från 1804.

## Föreståndare för Riksbankens Sedeltryckeri
1. Algernon Börtzell. 12 okt. 1893 - 31 dec. 1913.

## Byggnader och parken

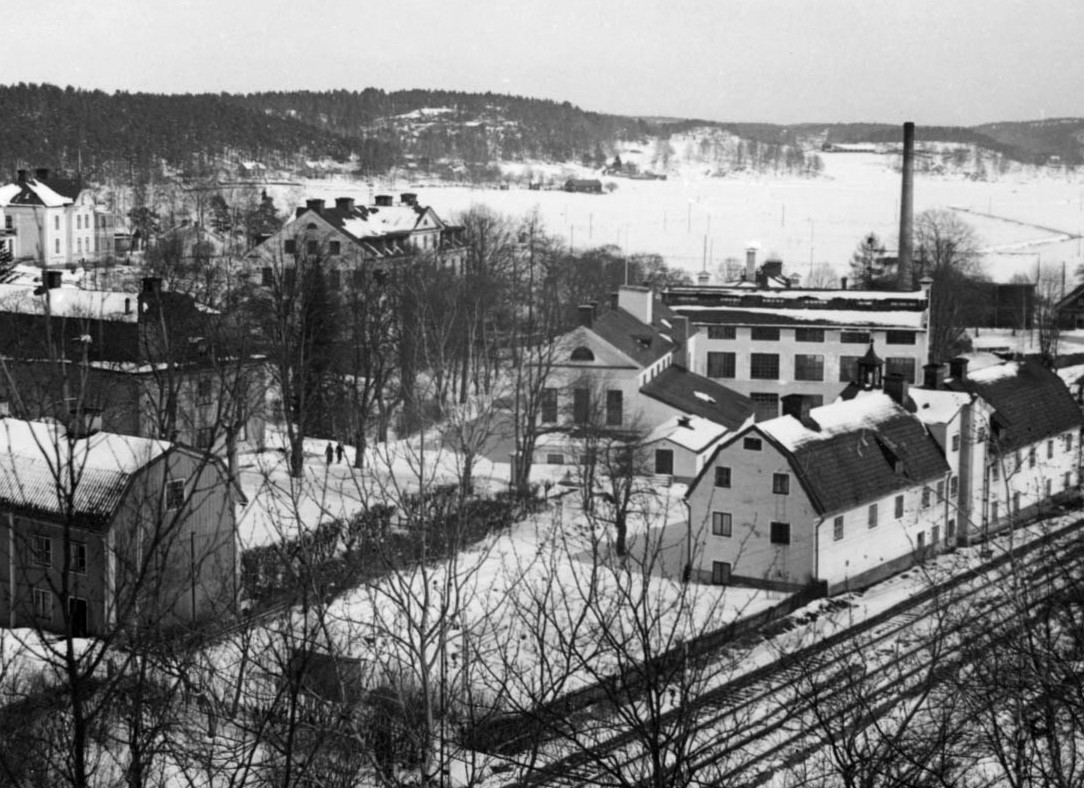
Bruket på 1950-talet.

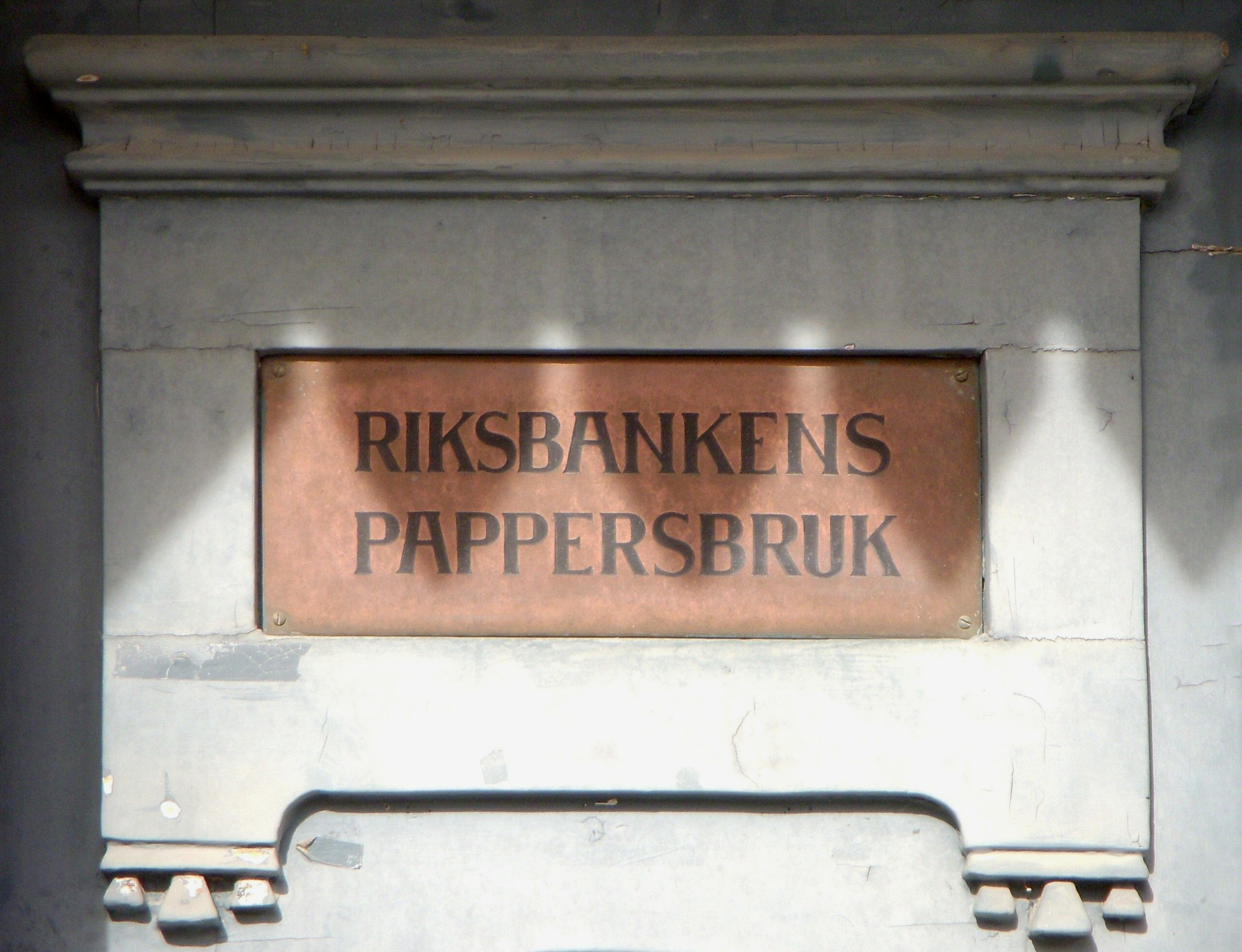
"Riksbankens pappersbruk".

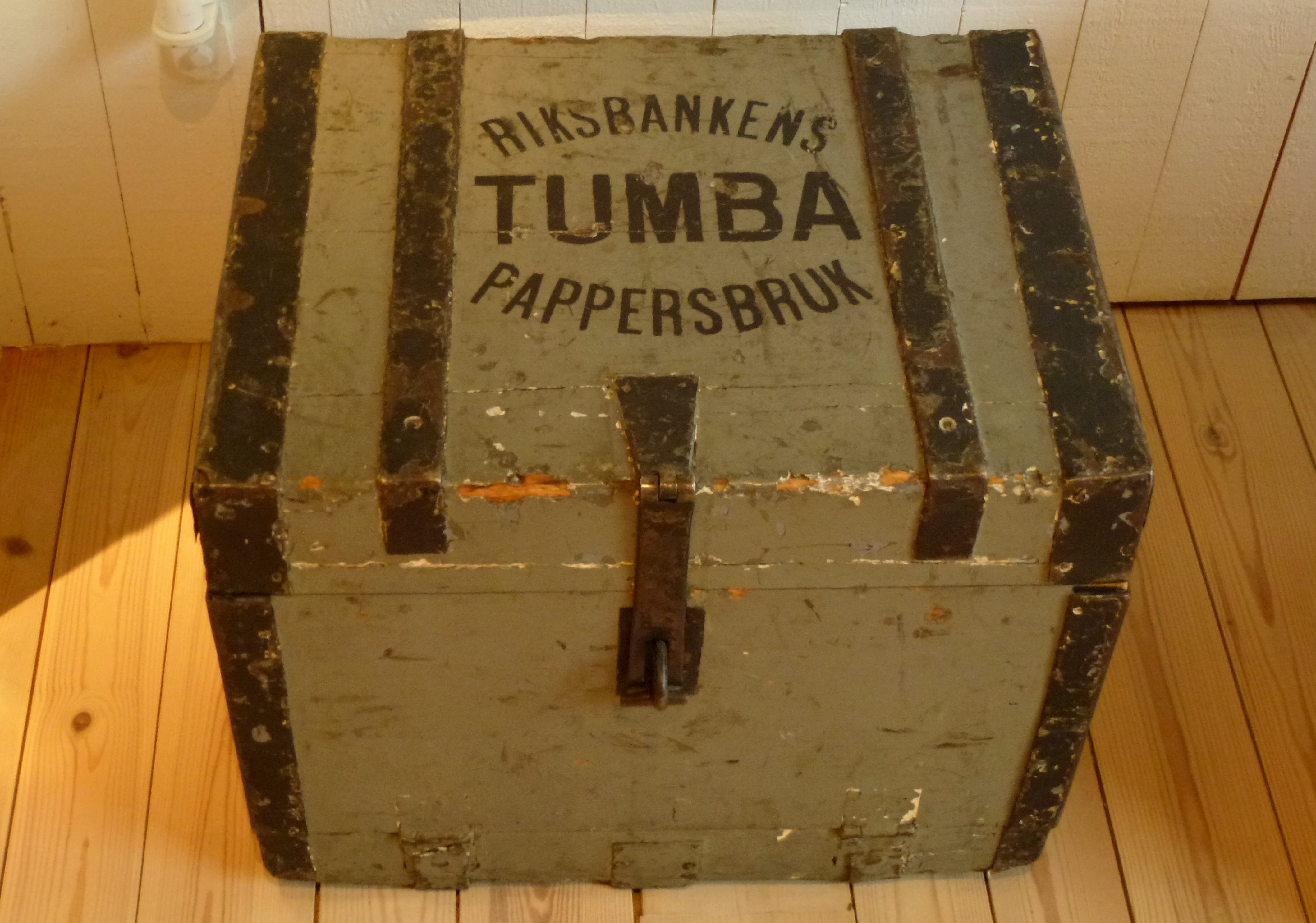
Riksbankens kista i museet.

Brukets äldsta bevarade byggnad syns inte längre; den är ombyggd och dold i det som i dag heter Förvaltarbostaden, men den ligger kvar på samma plats som när den var nybyggd år 1760 och kallades Gula stenhuset. I byggnaden fanns bostäder, bland annat för Erasmus Mulder med familj. Från 1760-talet härrör även allén som bildar en öst-västlig centralaxel genom området. Allén planterades om på 1840-talet och ingår i dag i områdets byggnadsminnesförklaring. 
Kölnan byggdes 1763 och på 1770-talet blev den inte bara brukets utan hela bygdens första skola. 1959 hotades Kölnan, men renoverades och ingår idag i bruksmuseet. Mittemot Förvaltarbostaden, på andra sidan kanalen för Tumbaån, ligger Klockhuset (efter tornklockan på huset), som fick sitt nuvarande utseende efter en ombyggnad 1778. Där fanns förutom bostäder även ett lumpskäreri (lump ingick som råvara i pappersproduktionen) och en kvarn.
År 1815 byggdes den nya verksbyggnaden vid Tumbaåns nedre fall under överinseende av arkitekt Fredrik Blom. 1818 moderniserades den gamla verksbyggnaden efter ritningar av Carl Christoffer Gjörwell den yngre. Nu hade bruket fördubblade produktionsmöjligheter och ökade antalet anställda; dessa fick plats i det kasernliknande Stora stenhuset, ritat av Gjörwell och invigt 1822. Vid den tiden tillverkades sedelpapperet fortfarande efter den holländska metoden, som dock inte längre var modern. Återigen importerade man tekniskt kunnande på olagligt vis, denna gång genom svenskt industrispionage i Frankrike. 1835 började det nya lamellerade papperet att produceras.
Gjörwell ritade även Oxhuset som idag ingår i bruksmuseet. Efter en brand 1875 tillkom en ny verkstadsbyggnad och två år senare introducerades ångkraft, som gjorde bruket oberoende av Tumbaåns opålitliga vattenflöde. 1860 fick bruket en järnvägsanslutning och 1887 installerades elektrisk belysning. 1899 beslöt bankofullmäktige att riva de byggnader som inte behövdes.
Kring sekelskiftet 1900 uppfördes sju små flerfamiljshus med arbetarbostäder av Anders Emil Magnusson som arkitekt och byggmästare. Husen ligger längs en bruksgata (Sven Palmes väg) i områdets västra del och anknyter till brukets 1700-talsarkitektur. Vid samma tid inköptes hemmansgården Lill-Tumba gård strax norr om bruket, eftersom man ville undvika att mark så nära pappersbruket användes för andra syften. Mellan 1917 och 1927 tillkom ytterligare arbetarbostäder i områdets norra del, denna gång var Erik Westergren ansvarig arkitekt. Sedan dess har bruket inte ändrat utseende.
För brukets brandförsvar uppfördes 1926 Spruthuset med uppställningsplats för brukets brandbil och förvaringsplats för brandsprutor och annan släckningsmateriel. Senare kom huset att användas som brandstation av Botkyrka-Grödinge brandförsvar fram till dess att verksamheten flyttade 1958. Numera är Spruthuset renoverat och återställt till ursprungligt skick och ingår i visningsverksamheten om livet på pappersbruket. 

## Bilder

### Byggnader i urval

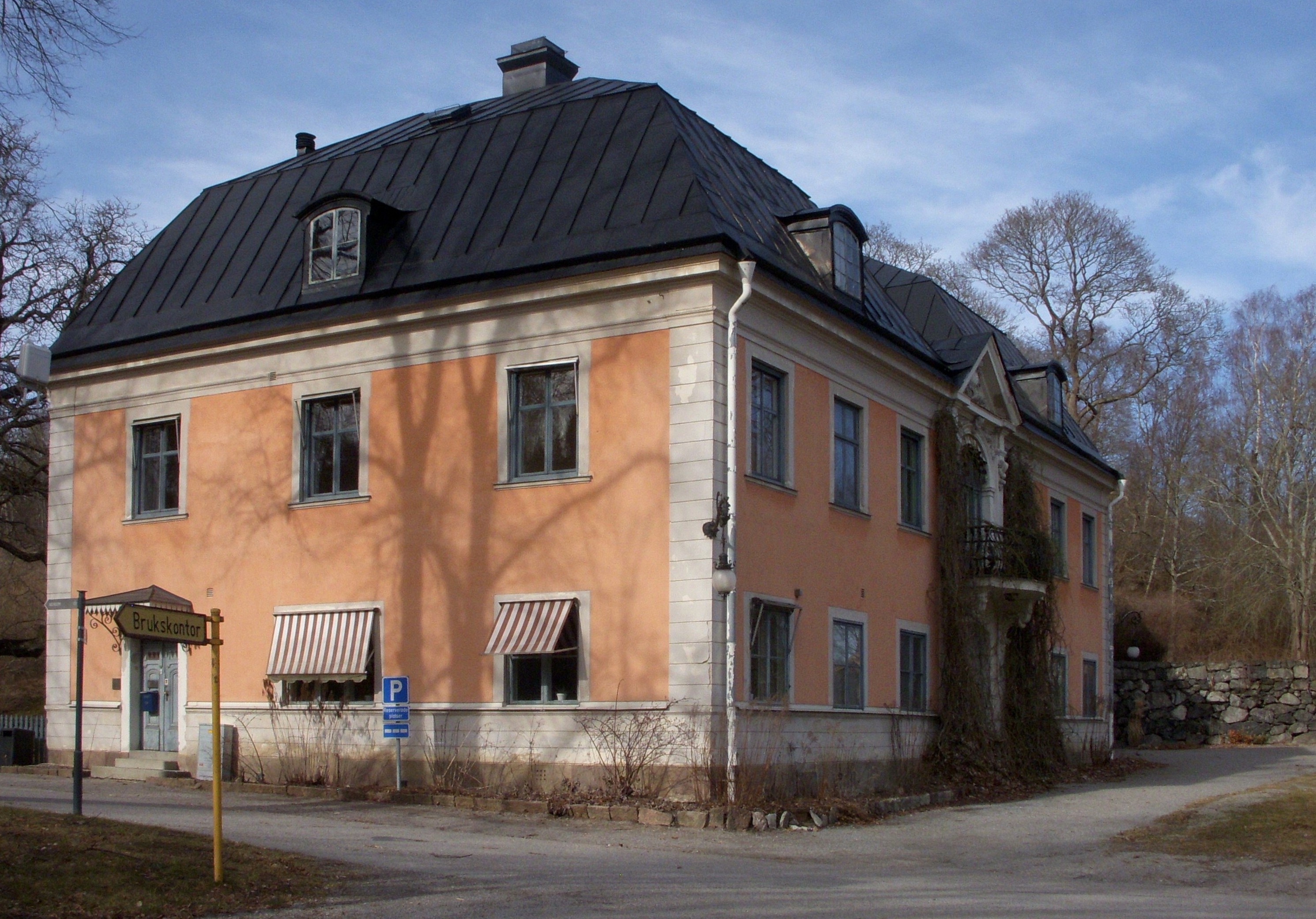
Förvaltarbostaden
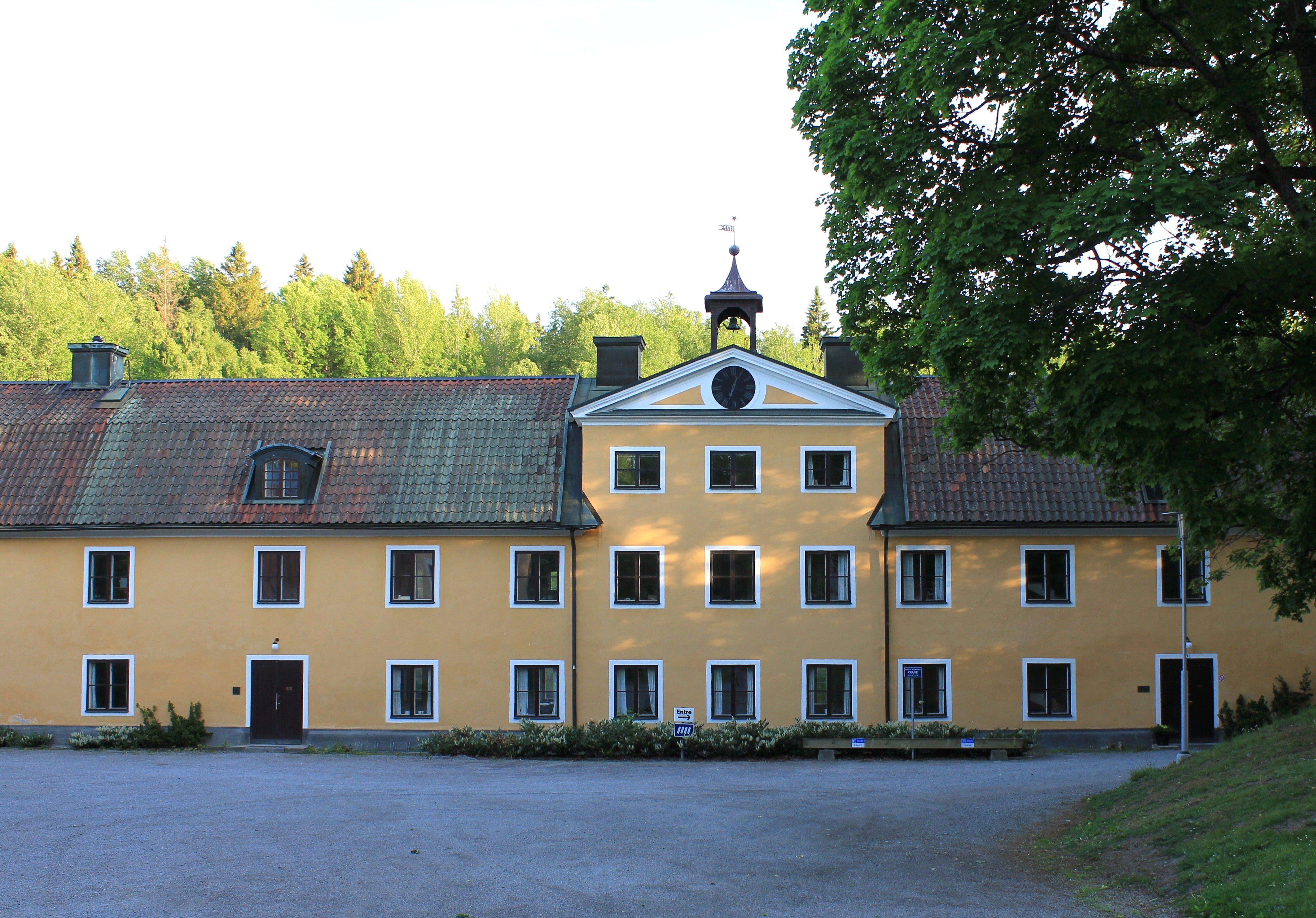
Klockhuset
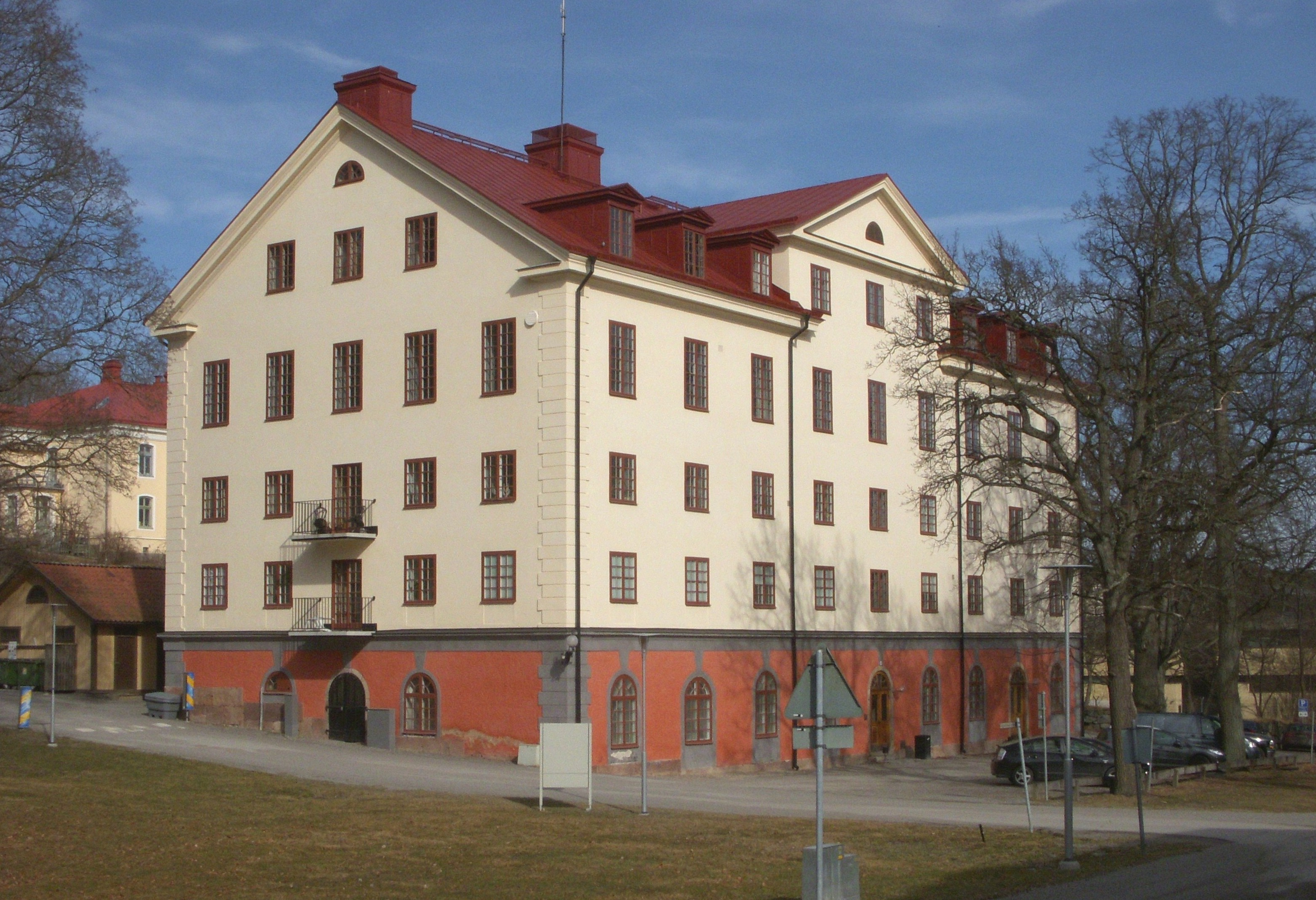
Stora stenhuset
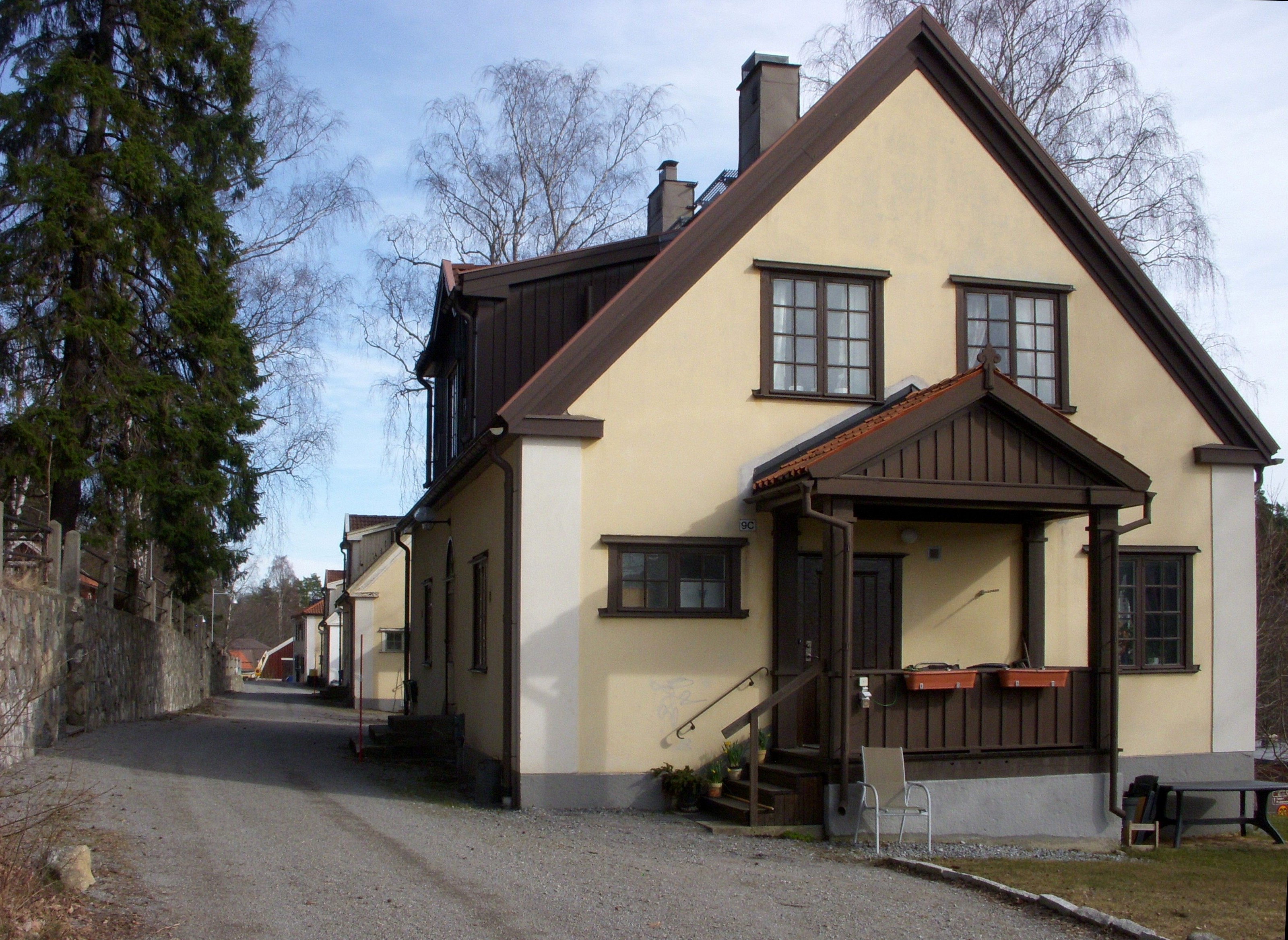
Arbetarbostäder från 1900
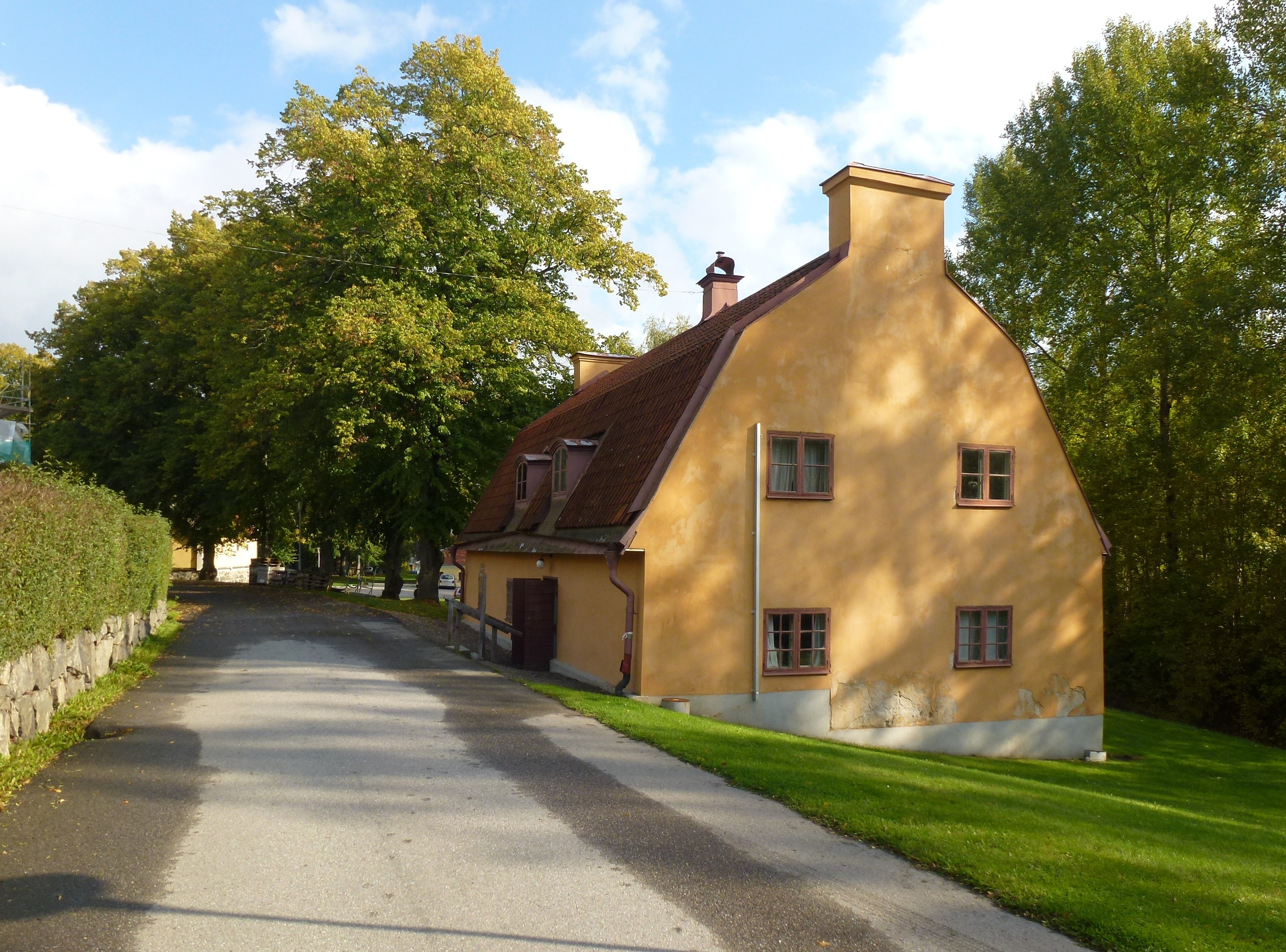
Kölnan
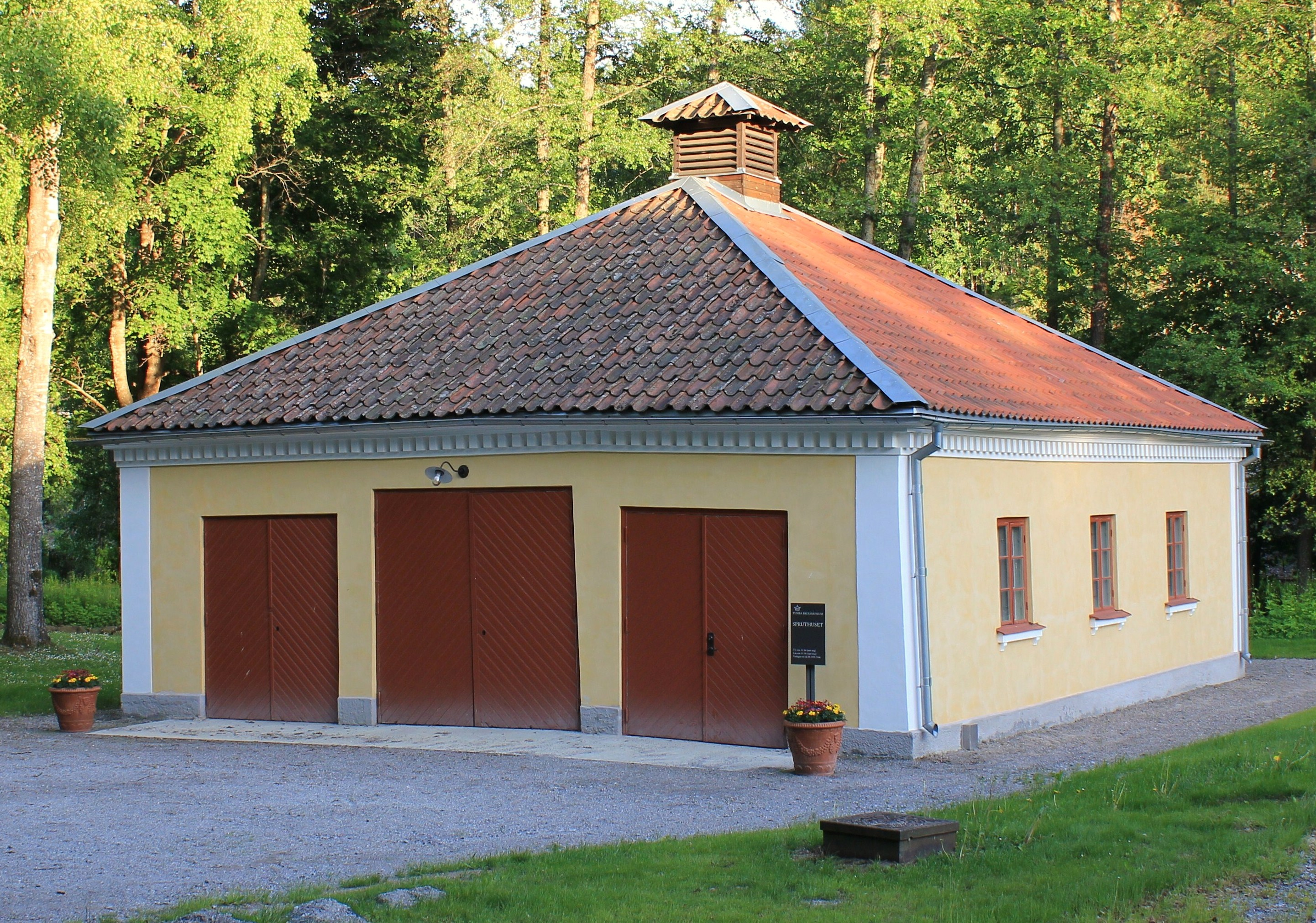
Spruthuset
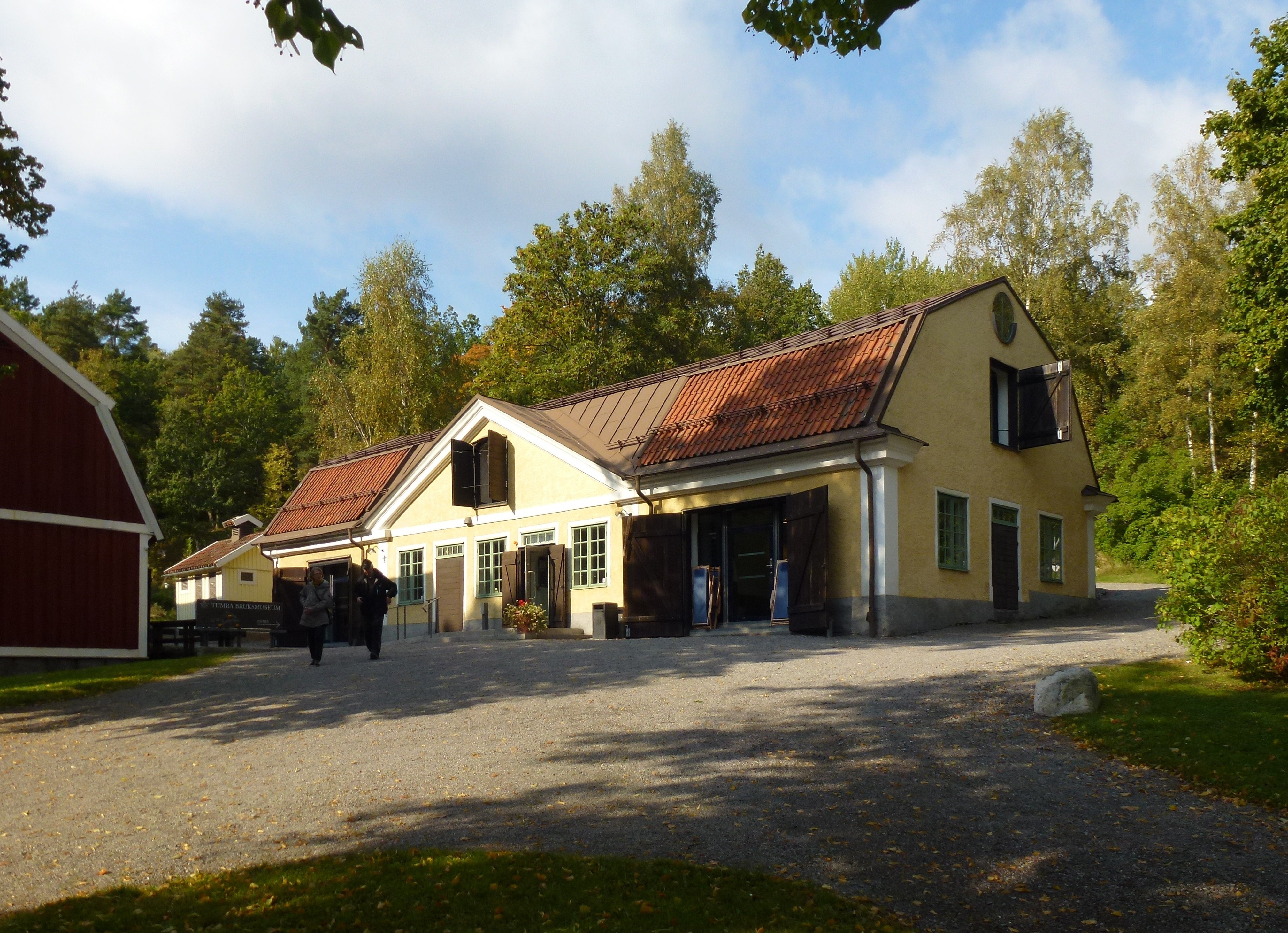
Oxhuset
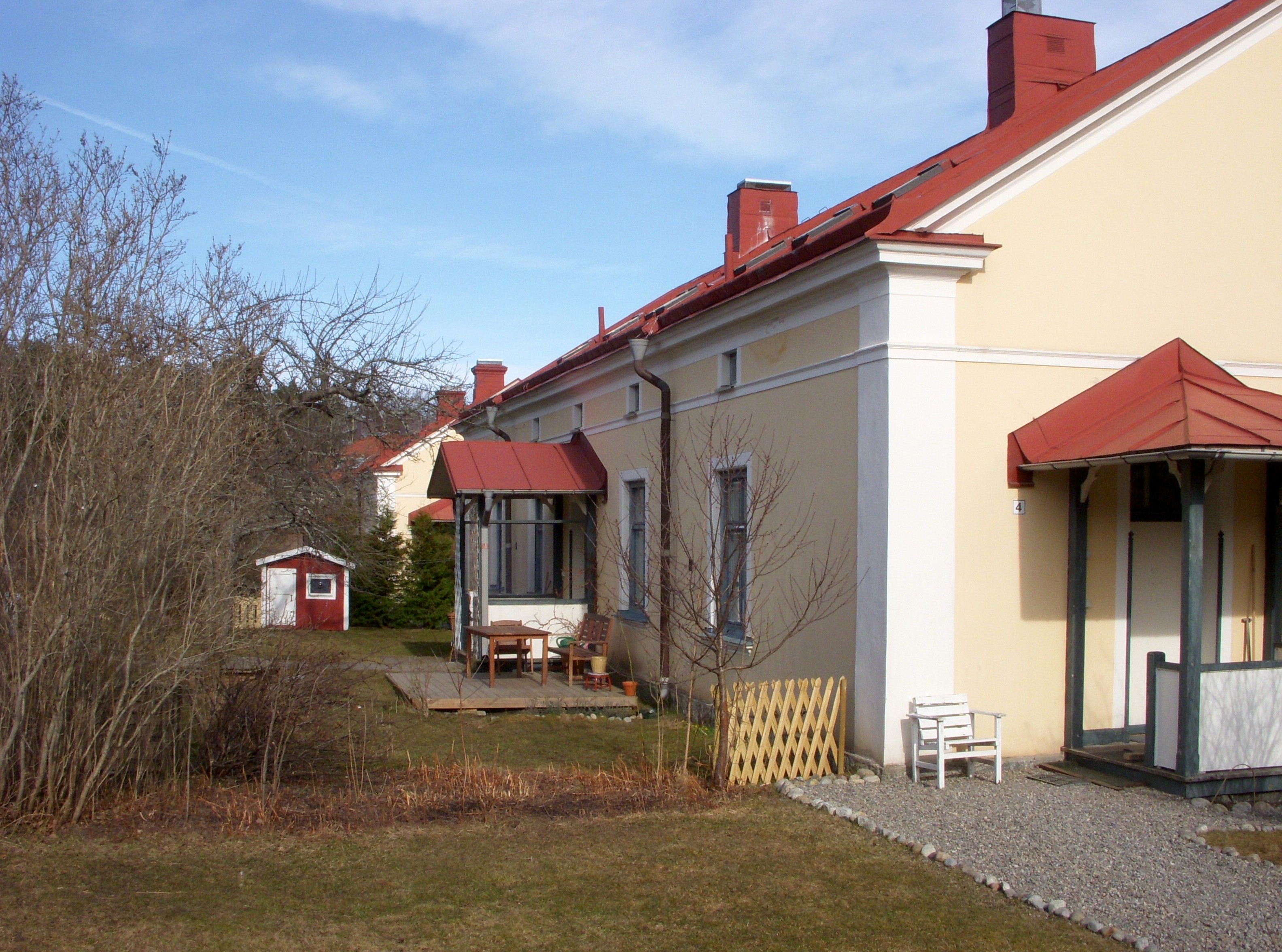
Arbetarbostäder från 1920-talet

### Parken

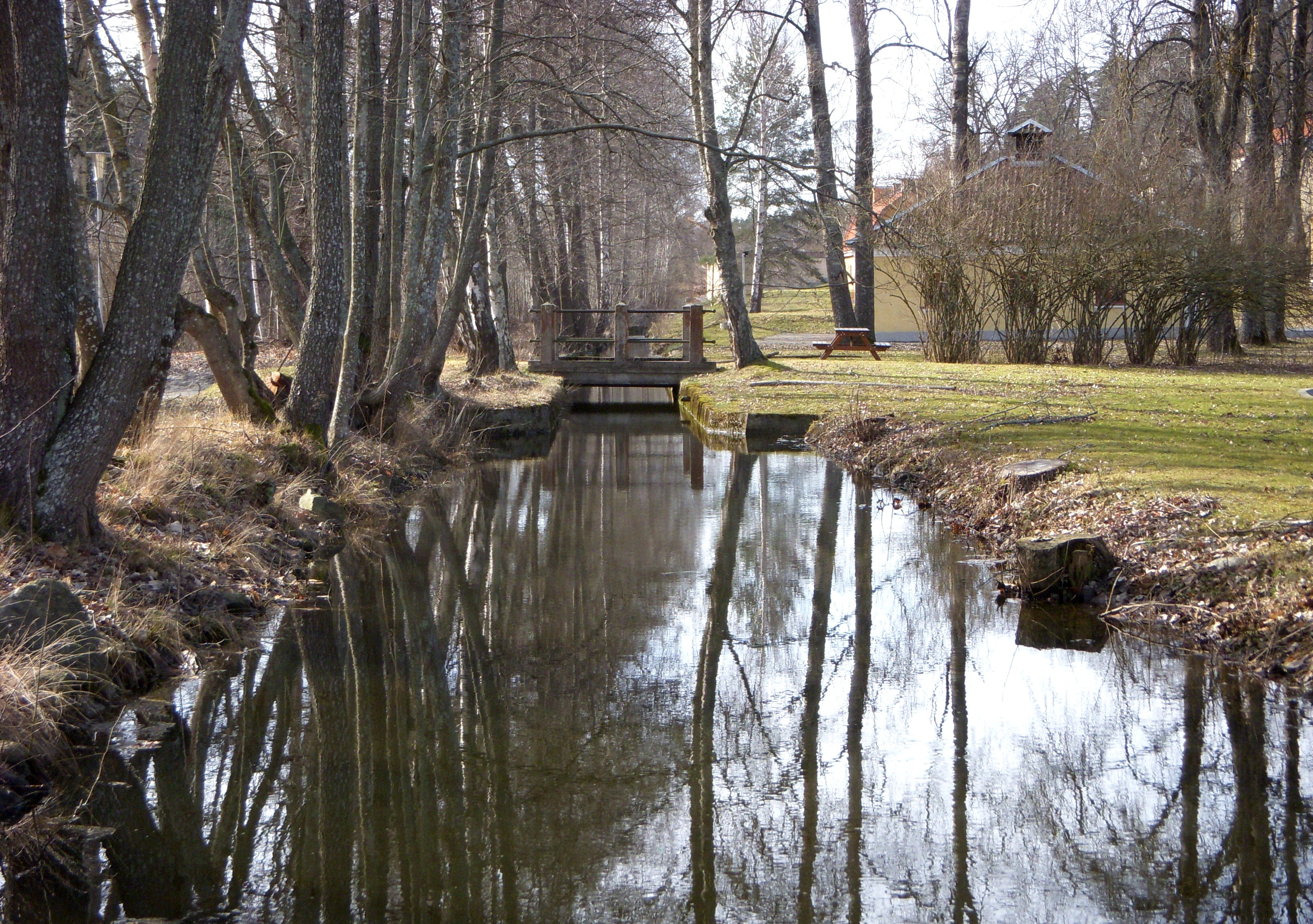
Tumbaån, vy mot öst
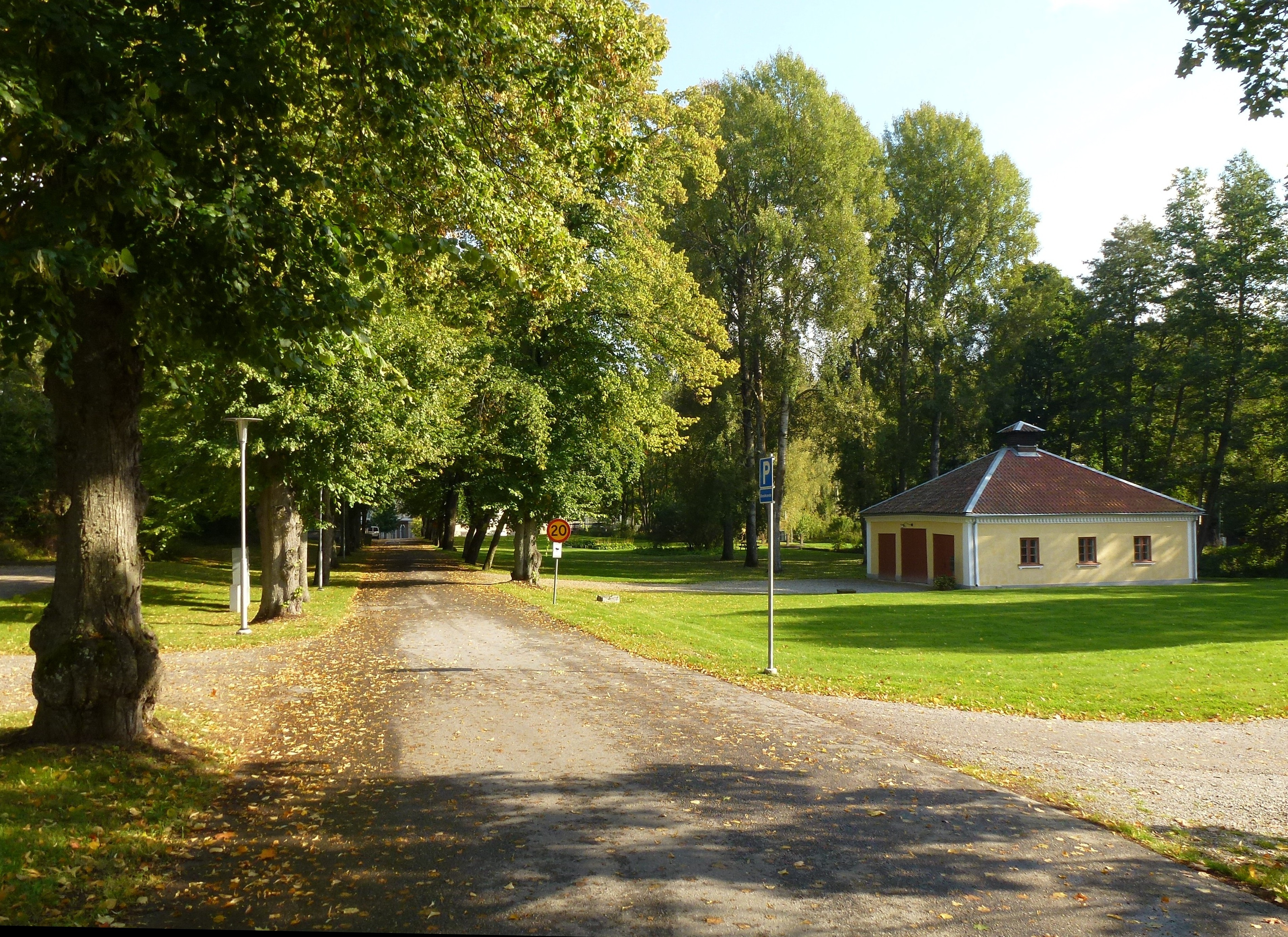
Bruksgatan och spruthuset
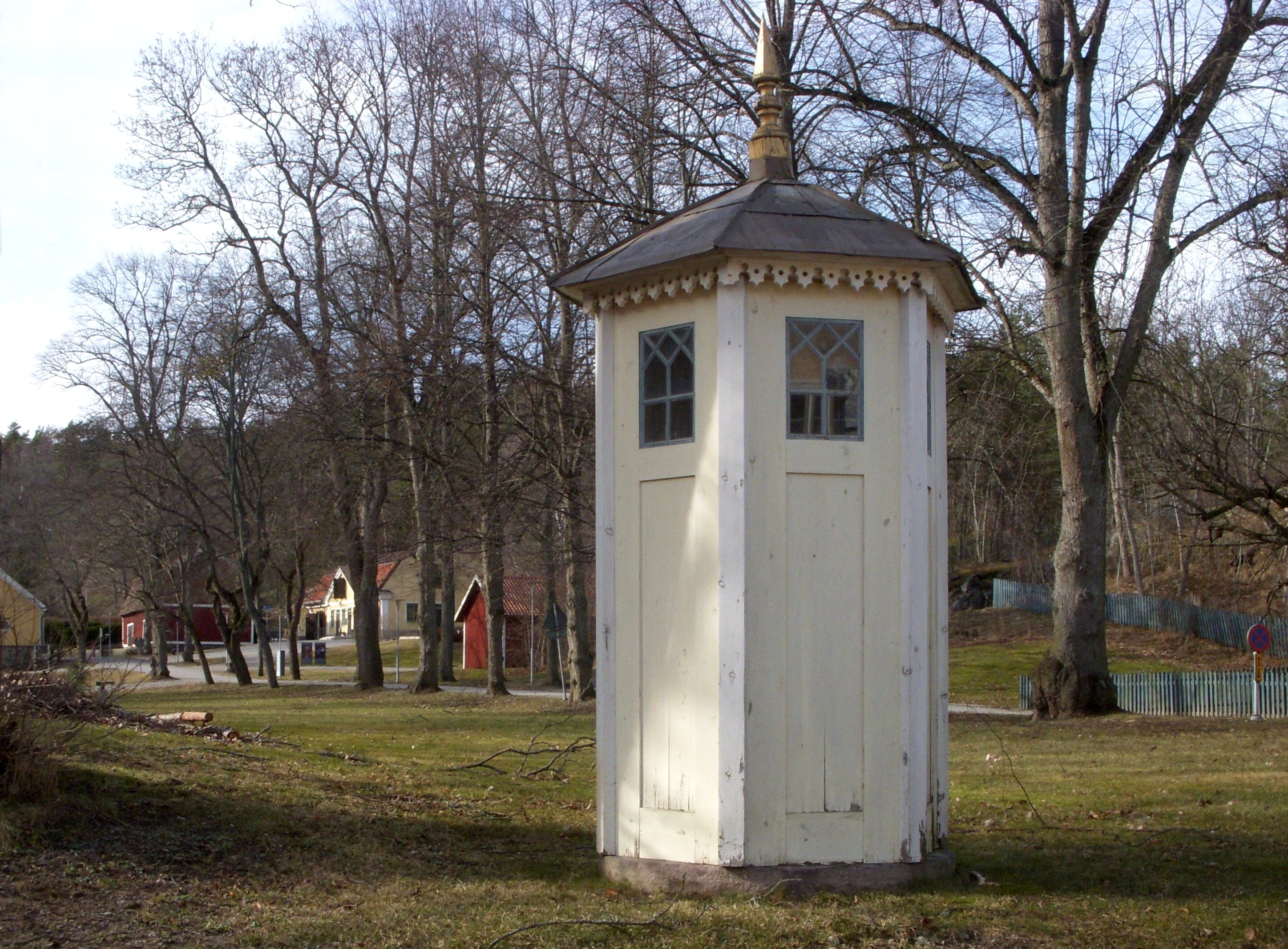
Parken, vaktkur och allén
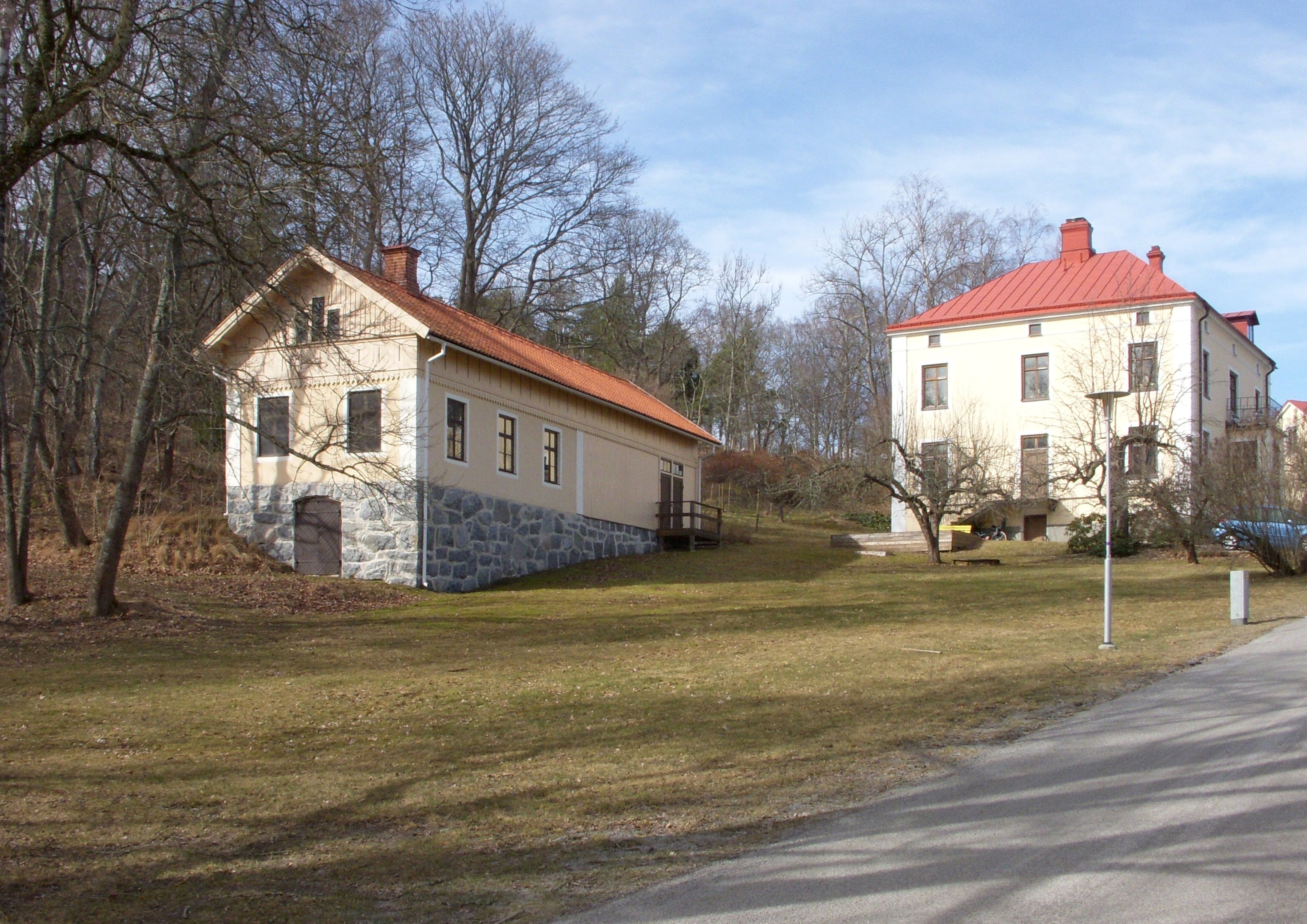
Förvaltarens park